# Erin Cressida Wilson

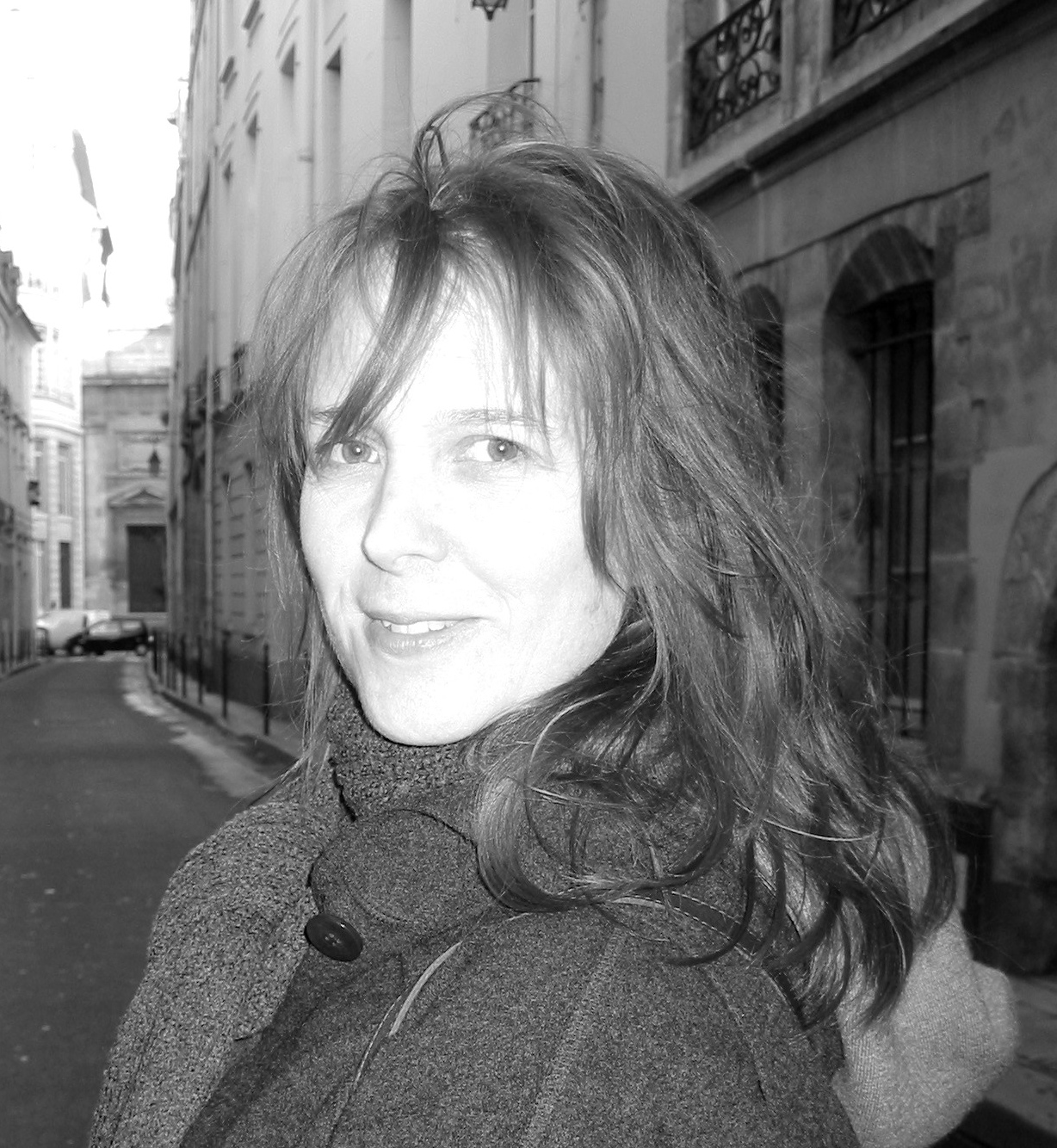
Erin Cressida Wilson (2011)

Erin Cressida Wilson (* 12. Februar 1964 in San Francisco, Kalifornien) ist eine US-amerikanische Drehbuchautorin.

## Leben
Wilson studierte Schauspiel am Smith College in Northampton, Massachusetts. 
Sie wurde 2002 durch ihr Drehbuch zum Film Secretary bekannt, das auf einer Kurzgeschichte von Mary Gaitskill basierte. Sie wurde dafür bei den Independent Spirit Awards 2003 in der Kategorie Bestes Drehbuchdebüt ausgezeichnet.
2006 folgte das Drehbuch für das Drama Fell – Eine Liebesgeschichte und 2009 das Drehbuch für den Erotikthriller Chloe. 
Gelegentlich trat Wilson auch als Schauspielerin und Filmproduzentin in Erscheinung.
Sie unterrichtete Dramatic Writing an der Duke University und später Playwriting am Department of Theater and Dance der University of California, Santa Barbara.
Aus der Ehe mit dem Schauspieler J. C. MacKenzie ging ein Sohn (* 2004) hervor.

## Filmografie (Auswahl)
- 2002: Secretary
- 2006: Fell – Eine Liebesgeschichte (Fur: An Imaginary Portrait of Diane Arbus)
- 2007: My Lunch with Larry (Kurzfilm)
- 2009: Chloe
- 2013: Nennt mich verrückt! (Call Me Crazy: A Five Film; Fernsehfilm, ein Segment)
- 2014: #Zeitgeist (Men, Women & Children)
- 2016: Girl on the Train (The Girl on the Train)
- 2025: Schneewittchen (Snow White)